# هيبر بينا
هيبر بينا (بالإسبانية: Héber Pena)‏ هو لاعب كرة قدم إسباني في مركز نصف الجناح، ولد في 16 يناير 1990 في فيرول في إسبانيا. لعب مع راسينغ فيرول.

## وصلات خارجية
- هيبر بينا على موقع قاعدة بيانات كرة القدم.إي يو (الإنجليزية)
- هيبر بينا على موقع Soccerway.com (الإنجليزية)
- هيبر بينا على موقع AS.com (الإسبانية)